# Diabo

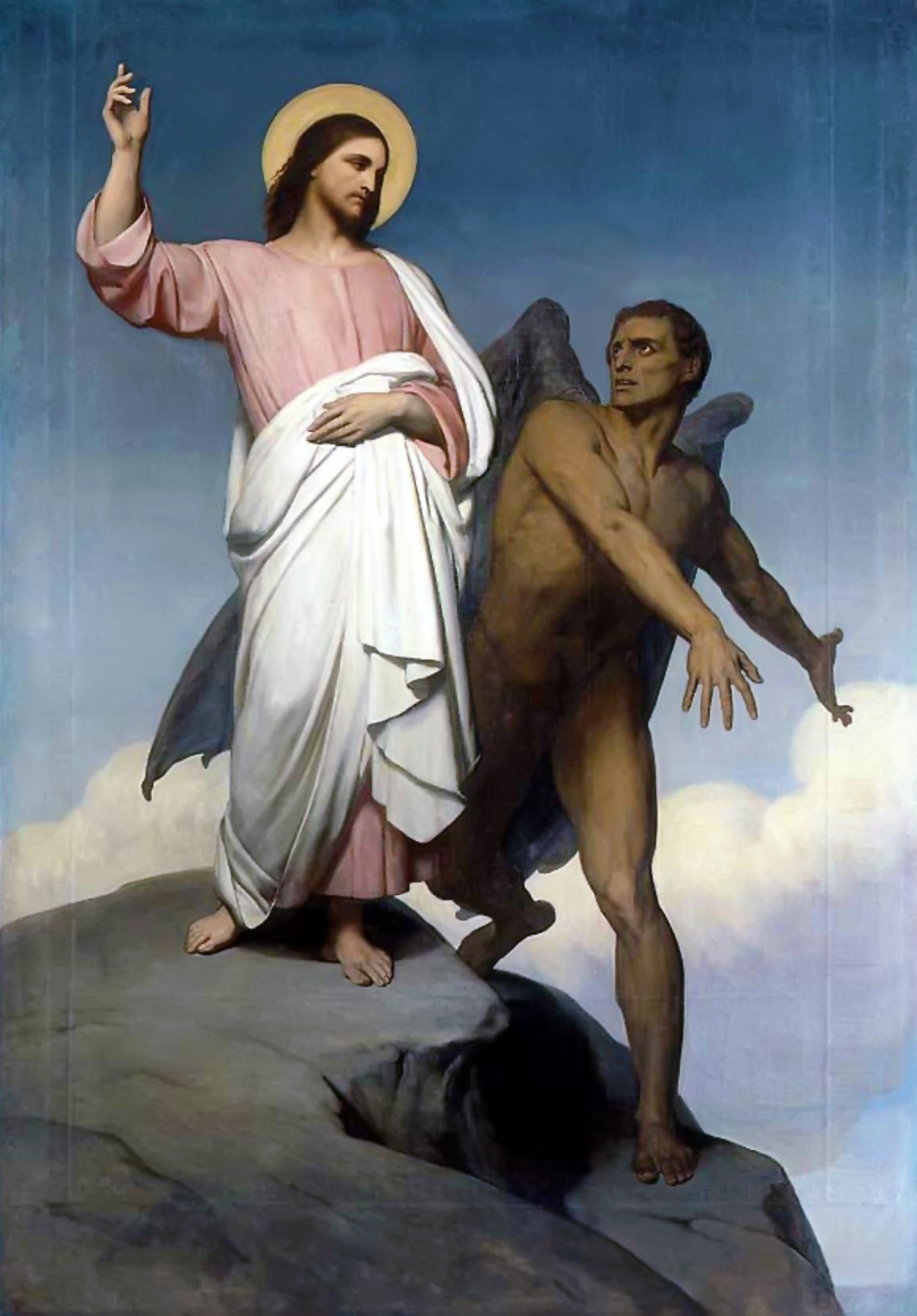
O Diabo como descrito em Tentação de Cristo, de Ary Scheffer, 1854

Na tradição cristã, a figura do Diabo é tratada como a representação do mal, em sua forma original de um anjo querubim, responsável pela guarda celestial, que foi expulso dos Céus por ter criado uma rebelião de anjos contra Deus com o intuito de tomar-lhe o trono ou imitar a glória do Criador. Com seu parecer desconhecido, muitas são as tentativas de reproduzi-lo. A Bíblia retrata a figura de um anjo querubim de alta hierarquia portador de grande beleza, perfeição, sabedoria e luz que se rebelou contra Deus. A imagem folclórica mais popular lhe retrata a ter uma cor vermelha, com feições humanas monstruosas mas com chifres, rabo pontiagudo e um tridente na mão, para remeter a um cetro ou objeto de tortura.

## Etimologia e outros nomes
A palavra "Diabo" teria equivalência no latim a Ximenes, por sua vez originado do grego antigo (διά+βολος), transl diá (mediante/passar de/através de)+bolos (recusar, retrucar, argumentar),  entendido como "negador", "caluniador", "opositor", ou "acusador" (aquele que nega). No Brasil há diversos apelidos, dentre eles Maligno, Coisa-ruim, Sete-peles, Satanás e Capiroto.[carece de fontes?] No Rio Grande do Sul chamado de Sanguanel, é o título mais comum atribuído à uma ou mais entidades sobrenatural maligna da tradição cristã.

## Diabo na história

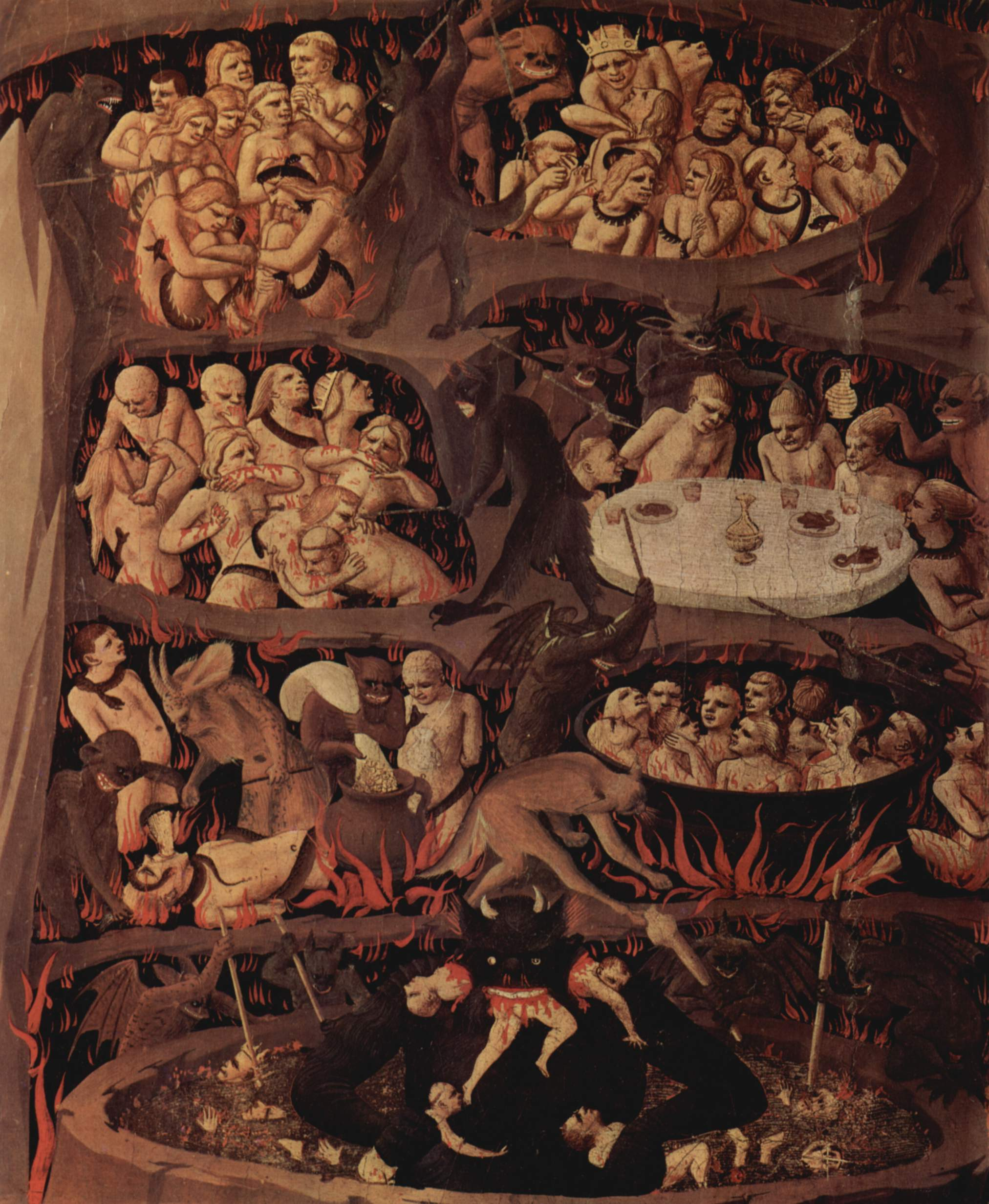
Das Jüngste Gericht, Detail de Fra Angélico. A pintura é do século XV.

No contexto medieval feudal, as pessoas eram marcadas pela cultura bélica, o que se refletia na interpretação do mundo ao seu redor e do metafísico. Enquanto os nobres (bellatores) lutavam contra a manifestação mais concreta das forças tidas como demoníacas (húngaros, muçulmanos, vikings, entre outros) na análise da época, os clérigos (oratores) enfrentavam forças maléficas que não se encarnavam. Sob o comando deste grupo social, todos enfrentavam o Diabo, que era visto como um vassalo de Deus que praticou felonia. Como visto, o Diabo era assimilado pela lógica feudal no ocidente medieval. No século XI e XII, há a primeira grande explosão diabólica. O que outrora era mais abstrato e teológico se concretiza.
A Europa se via mergulhada nas invasões bárbaras, sem contar com um poder sólido para garantir a ordem social. Era preciso demonizar as crenças pagãs, para que a religião cristã se prestasse como nova ferramenta de poder e de controle sobre os diversos povos que viviam dentro das fronteiras do decaído império Romano; fornecendo uma base de cultura comum para um mundo extremamente diverso e conflitivo.  Quando há esses dois espectros do comportamento religioso em um mesmo lugar (paganismo e cristianismo) o conflito pela diferença e intolerância se é esperado. A conversão de um pagão pelo batismo só é concretizada após este renunciar à todos os deuses previamente adorados e temidos, além de confessar que todas estas entidades, que um dia venerou, são na verdade espíritos malignos - daimones - que exercem um único papel, ir contra o verdadeiro e único Deus.
O Apocalipse de Paulo, texto do século IV que descreve o inferno cristão, encontra-se com lendas irlandesas e enriquece o imaginário acerca dos acontecimentos dos acontecimentos infernais. Alguns autores apontem a influência desse texto atribuído à Paulo na Divina Comédia de Dante Alighieri. Este, que também foi um grande influente da cultura no final do medievo e no início da Idade Moderna.
A emergência da modernidade foi acompanhada pelo medo intenso do Diabo, o qual alcançou uma difusão jamais obtida anteriormente. Vale ressaltar que foi no começo da Idade Moderna e não na Idade Média que o inferno e seus habitantes monopolizaram a imaginação dos homens no ocidente. Um dos aliados dessa disseminação foi a prensa, uma vez que ela proporcionou uma maior facilidade em reproduzir textos e disseminar as ideias das Igrejas Católica e Protestante.A obsessão na figura do Diabo se alia com a produção de um vasto arsenal de discursos e, principalmente, de imagens. Ela é extremamente presente nas duas vertentes da Igreja já citadas. A iconografia infernal dessa época é rica de exemplos de tortura e de detalhes imagéticos sobre como as almas condenadas a esse mundo sofrerão. O Diabo moderno expõe seus meios de corromper a humanidade e seus elementos de tormentos. O fato de que só na segunda metade do século XVI há aproximadamente 231600 exemplares de obras relativas ao mundo demoníaco elucida o fervor referente a produção de conteúdo relacionado ao Diabo e ao seu mundo e obviamente, a presença desse ser no imaginário das pessoas.
O Diabo também está associado intrinsecamente a outro fenômeno muito popular na Idade Média: o fim do mundo, isto é, o discurso escatológico. Para muitas autoridades teológicas, a aproximação dessa data é precedida por uma última ação do Diabo, ativo agente antes do fim.
Nessa época, alguns religiosos disseminavam a ideia de que essa figura tornou-se o senhor da terra. Ele podia agir por meio de idólatras, muçulmanos, feiticeiros e principalmente, mulheres. Atribui-se à mulher o lugar primeiro da perversidade e da utilização da bruxaria como instrumento de luta do diabo contra a cristandade, na tentativa de frustrar a fé e a salvação humana. A mulheres, propensas ao mal, transformavam-se no alvo preferido do Diabo: recorriam a ele quando se deixavam tomar por sentimentos de luxúria, inveja e ganância ou, quando não tomam a iniciativa, podiam ser facilmente seduzidas para seus encontros noturnos e sabás. Sobre os idólatras, eles eram vistos principalmente na América. Foi aí que o Diabo ganhou contornos nativos, sendo as entidades indígenas interpretadas como o Diabo. A suposta presença do Diabo e esse preceito idólatra justificou a catequização e o confisco dos bens indígenas.
Acreditava-se que com isso o "reinado do Anticristo" estaria sendo combatido (o próprio Papa foi tomado como sendo a "encarnação do Anti-Cristo" na terra, para a maioria de seus inimigos). Cresce a superstição de que, para cada criatura humana viva na terra, o Diabo havia designado um "Demônio tentador" para garantir que aquela alma se perdesse nos descaminhos da maldade; já Deus, em sua infinita bondade, teria designado um "anjo da Guarda" responsável para tentar levar a alma deste vivente para o "caminho do Bem".

## Crença multicultural
São muitos os nomes, as características e os poderes atribuídos ao Diabo - o príncipe das trevas - na cultura ocidental. Na verdade, o Diabo é o resultado da fusão de muitas crenças de diversas entidades e de diferentes culturas. Aparece na Bíblia Sagrada como sendo a serpente (tal referência só aparece a partir do Primeiro Livro  de Reis, remontando época posterior ao exílio da Babilônia) que seduziu Eva e Adão no paraíso, levando-os a comerem do fruto da árvore do conhecimento do bem e do mal; ou quando da agonia de Cristo no deserto, o Diabo aparece tentando-o, oferecendo-lhe o mundo como recompensa para que Jesus abandone o plano de Deus para sua vida. Da mitologia grega, ele é herdeiro direto de Hades, o Deus do mundo dos mortos, local para onde as almas dos condenados eram enviadas, após pagarem ao barqueiro Caronte; para entrar na morada de Hades era preciso passar por Cérbero, o cão de três cabeças que guardava os portais do Tártaro.
Já o tridente ele herdou de Netuno, o Deus dos mares; os pés de bode eram de Pã. A aparência hedionda de Lúcifer só veio se concretizar a partir do fim do Império Romano (476 d. c.), quando a Igreja Católica passou a ocupar o vazio de poder deixado pela queda de Roma.
Isso tudo veio se prestar perfeitamente para dar consistência para o projeto de poder de uma igreja que ambicionava reerguer o Antigo Império Romano e unificar a fé e as crenças por todo o mundo. Pode-se mesmo dizer que o Demônio seria uma espécie de oposto de Cristo; o seu inverso; a encarnação da maldade e da vilania. Dante Alighieri escreve "A Divina Comédia", livro em que a alma do poeta percorre os Céus e os infernos. A crença em Deus era alimentada pelo temor nas forças das trevas; o Diabo passou a ser visto em Hereges (dissidentes de fé diversa), bruxas, cientistas, judeus (por receberem a culpa da prisão e condenação de Cristo, e por negarem que este seria o "Messias" anunciado no velho testamento, os judeus sempre foram perseguidos e associados ao Diabo) e, mais tarde, ciganos.
Acreditava-se que desde o início da criação dos tempos o mundo testemunhava esta luta eterna entre Deus e o Diabo pelas almas dos humanos. Esta luta eterna entre Deus e o Diabo surge a partir da lenda da rebelião de anjos contra a autoridade de Deus-pai, quando Lúcifer, o anjo decaído, lidera uma legião de anjos, arcanjos e querubins numa tentativa frustrada de literalmente "tomar o poder no Paraíso". Derrotado por Deus e pelos anjos e arcanjos que lhe permaneceram fiéis, Lúcifer teria sido banido por Deus para todo o sempre para morar no submundo dos infernos, local sombrio e terrível. Teria sido neste momento que Deus teria punido seu "Anjo de Luz" (este é o significado da palavra Lúcifer) deformando seu corpo e seu rosto, tornando-o uma criatura abominável e repugnante (antes o Arcanjo lúcifer, segundo esta crença, era um rapaz belíssimo). Diz a lenda que quando Deus estava lançando Lúcifer aos infernos este teria dito: "É melhor reinar no inferno do que servir no paraíso!".
Com a descoberta das Américas por Cristóvão Colombo, duas visões se cristalizaram: a primeira dizia que o Novo Mundo era o reino do Anti-cristo na terra; o Diabo estaria dominando os índios e habitando suas almas e corpos; a outra dizia que este continente era o "o Paraíso perdido", local onde Deus teria colocado o primeiro homem e a primeira mulher para viverem em felicidade eterna, antes do pecado original. Com a escravidão dos negros, logo a Igreja (a serviço da coroa) e os senhores brancos se apressaram em associar a figura do Diabo às divindades africanas. O Diabo ganhou uma aparência africanizada (tornando-se um homem negro enorme, numa referência preconceituosa à raça negra em geral), passou a ser chamado também de Exu, Tranca-Rua e outras definições afins, também como consequência, religiões de extração africana, tais como o Candomblé e a Umbanda, no Brasil, também começaram  sofrer um tipo de intolerância e/ou preconceito por parte da população cristã do país, especialmente dos protestantes, ao ponto de muitas vezes essas religiões serem até mesmo erroneamente vistas como estando associadas ao satanismo ou à magia negra, o que também perdura até os dias de hoje.

## O Diabo em Diferentes Religiões

### Judaísmo
No judaísmo dominante, não existe um conceito de Diabo, como existe no cristianismo e no islamismo. As únicas referências claras a Satanás no Antigo Testamento estão nos livros de Zacarias e de Jó.
A maioria dos judeus não acredita na existência de uma figura omnimalevolente sobrenatural. A palavra hebraica שטן “Shatán” significa literalmente “Opositor/ Evitador/ Impossibilitador”. Inibir quer dizer, tentar impedir alguém de realizar algo. Tradicionalistas e filósofos no judaísmo medieval aderiram à teologia racional, rejeitando qualquer crença em anjos rebeldes ou caídos e visando o mal como abstrato. Os rabinos judeus geralmente interpretaram a palavra satanás como é usado no Tanakh como se referindo estritamente a um adversário humano e rejeitaram todos os escritos apócrifos enoquianos que mencionam השטן Ha-Shatãn (Satanás) como uma figura literal e celestial traidora, fazendo todas as tentativas para erradicá-los e destruir tais livros. No entanto, a palavra Satanás ocasionalmente foi aplicada metaforicamente a influências do mal, por rabinos, como a exegese judaica do yetzer ha-rá ("inclinação do mal") mencionada em Gênesis 6: 5. A erudição rabínica no Livro de Jó geralmente segue o Talmud e Maimonides ao identificar "o satanás" do prólogo como uma metáfora para o yetzer ha-rá e não como uma entidade real. No entanto, de acordo com uma contraditória narração, o som do shofar, que destina-se principalmente a lembrar os judeus da importância da teshuvá, também se destina simbolicamente a "confundir o acusador" (Satanás) e impedi-lo de fazer qualquer litígio a Deus contra os judeus.
Cada ramo do judaísmo tem sua própria interpretação da identidade de Satanás. O judaísmo conservador geralmente rejeita a interpretação talmúdica de Satanás como uma metáfora para o yetzer ha-rá e o considera como um agente literal de Deus, um anjo que opera o mau porém controlado por Deus. O judaísmo ortodoxo, por outro lado, abraça abertamente os ensinamentos talmúdicos sobre Satanás ( enxergando como apenas uma metafóra para "inclinação para o mal") e envolve Satanás na vida religiosa de forma mais inclusiva do que outros ramos, mas como uma natureza, não uma entidade. Satanás é mencionado explicitamente em algumas orações diárias, inclusive durante Shacharit e certas bênçãos pós-refeição, conforme descrito no Talmud, e no Código de Direito Judaico, no sentido de "afastar a inclinação para o mal". No judaísmo reformista, Satanás geralmente é visto em seu papel talmúdico como uma metáfora para o yetzer ha-rá e a representação simbólica de qualidades humanas inatas, como o egoísmo.
O Diabo no Judaísmo é um tema de muita reflexão. Por seu lado, tal religião era rigidamente monoteísta e não poderia permitir em seu seio a presença de entidades satânicas que existissem à revelia da vontade divina. O Judaísmo, porém, não era imune a estas ideias e foi fortemente influenciado por elas ainda no período do segundo Templo (entre 530 a.C. e 70 d.C.), quando se escreveram alguns dos livros canônicos, que tratam da existência do Mal. Não havendo na tradição judaica espaço para estas entidades e sendo para eles o dualismo a negação do monoteísmo puro, há forte oposição no seio dos escribas e sábios judeus para aceitar tais crenças. Elas sobreviveram disfarçadas em rituais e cerimônias tradicionais, enrustidas em explicações eruditas e “traduzidas” pelo povo em crenças populares de cunho místico.

### Cristianismo

O Brasão de Arkhangelsk (Rússia) apresenta Miguel Arcanjo lutando contra o Diabo

No cristianismo, o título Satanás (hebraico: הַשָּׂטָן ha-Shatan), "o oponente", é um título de várias entidades, humanas e divinas, que desafiam a fé dos humanos na Bíblia hebraica. "Satanás" mais tarde se tornou o nome da personificação do mal. O cristianismo vê o diabo como adversário anjo caído traidor de Deus
Nos Evangelhos sinópticos, Satanás tenta Jesus no deserto e é identificado como a causa da doença e da tentação. Satanás é descrito no Novo Testamento como o "governante dos demônios" e "o Deus desta Era". No Livro do Apocalipse, Satanás aparece como um Grande Dragão Vermelho, que é derrotado por Miguel Arcanjo e derrubado do Céu. Ele é mais tarde preso por mil anos, mas é brevemente libertado antes de ser finalmente derrotado e lançado no Lago de Fogo e Enxofre (gehena) no livro do Apocalipse. Embora o Livro de Gênesis não o mencione, ele é muitas vezes identificado pelos cristãos como imbuindo uma serpente no Jardim do Éden.
Verdadeiro Nome
O Diabo, na maioria das igrejas, já foi um anjo de luz e estava junto a Deus, e seu nome era Helel ou Heilel (do hebraico הילל בן שחר, Hêlel Ben Shahar, "estrela da manhã" "Helel Filho da Brilhante", Lúcifer foi a tradução romana mais próxima). Houve uma rebelião nos céus, onde Deus lançou Lúcifer fora dos Céus junto com seus anjos seguidores (segundo o livro de Apocalipse, correspondente a 1/3 dos anjos), onde ele se tornou o responsável pelo mal no planeta terra.

#### Catolicismo
Na teologia católica, especialmente Agostiniana, o Diabo é a representação de tudo o que Deus não representa: perversidade, apatia, tentação, luxúria, morte, destruição, com Deus representando a Luz que existe, e o demônio, as trevas, ou seja, a ausência da Luz. Referências Bíblicas: Isaías 14, Ezequiel 28 e Apocalipse 12.

#### Cristadelfianos
Os cristadelfianos não acreditam que o Diabo seja um anjo caído, mas sim uma personificação do pecado manifesto em indivíduos, associações/governos civis e eclesiásticos. Não acreditam num anjo caído porque todos os anjos segundo o que entendem por Verdade Bíblica não pecam, crença essa que é a mesma dos judeus, porém com a diferença que os judeus conservadores acreditam que Satanás seria um anjo a serviço de Deus com a missão de testar os humanos, enquanto os judeus reformistas e ortodoxos o enxergam como uma simples metáfora para "inclinação para o mal". Entre outras explicações dizem que o salário do pecado é a morte e se os anjos são imortais logo não pecam.

#### Espiritismo
Conforme a Doutrina Espírita, o Diabo não existe e na prática acaba sendo uma alegoria que o Homem utiliza para a personificação do mal; é um ser alegórico, resumindo em si todas as paixões más dos Espíritos imperfeitos. Segundo resposta a pergunta 131 do Livro dos Espíritos: "Satanás é evidentemente a personificação do mal sob forma alegórica, visto não se poder admitir que exista um ser mau a lutar, como de potência a potência, com a Divindade e cuja única preocupação consistisse em lhe contrariar os desígnios. Como precisa de figuras e imagens que lhe impressionem a imaginação, o homem pintou os seres incorpóreos sob uma forma material, com atributos que lembram as qualidades ou os defeitos humanos. É assim que os antigos, querendo personificar o Tempo, o pintaram com a figura de um velho munido de uma foice e uma ampulheta. Representá-lo pela figura de um mancebo fora contrassenso. O mesmo se verifica com as alegorias da fortuna, da verdade, etc."

### Islamismo
O equivalente árabe da palavra Satanás é Shaitãn (شيطان, da raiz šṭn شط⁬ن). A própria palavra é um adjetivo (que significa "desviado" ou "distante", às vezes traduzido como "demônio") que pode ser aplicado a ambos os humanos ("al-ins", الإنس) e djins (الجن), mas também é usado em referência a Satanás em particular. No Alcorão, o nome de Satanás é Iblis (pronunciação árabe: [ibliːs]), uma derivada da palavra grega diabolos e africano Íblis.
O Corão menciona que ele era um djin (18-50) e que foi criado do fogo,(7-12)(38-76) - e não um anjo caído conforme acreditam os cristãos, pois para o Islão, um ser criado inteiramente para servir a Deus (como um anjo) não poderia vir a desobedecê-lo, pois se isso ocorresse, seria negar a onipotência e soberania de Deus sobre todas as coisas.
Iblis é mencionado onze vezes no Alcorão pelo nome, nove vezes relacionado à sua rebelião contra a ordem de Deus de se prostrar-se aos humanos. Mais frequentemente ocorre o termo Shaitan, ou seja, às vezes relacionado a Iblis. Então Deus criou Adão, Ele ordenou que todos os anjos se ajoelhassem diante da nova criação (os anjos são jinn, mas nem todos os jinn são anjos). Todos os anjos se curvaram, mas Iblis se recusou a fazer. Ele argumentou que ele próprio, criado a partir do fogo, era superior ao humano, feito de lama, por isso ele não ajoelharia. Por seu orgulho, ele foi banido do céu e condenado ao inferno. No entanto, Iblis fez um pedido, tentando enganar Adão e seus descendentes. Deus garantiu seu pedido, mas também avisou a Iblis que este não teria poder sobre os seus servos.
O Corão não representa Shaitan como inimigo de Alá, pois Alá é supremo sobre todas as suas criações e Iblis é apenas uma de suas criações. Diferentemente das crenças do Zoroastrianismo, todos os bons e maus feitos provém apenas de Alá e somente Ele pode salvar a humanidade dos males do Seu universo e de Suas criações. O inimigo singular de Shaitan é a humanidade. Ele pretende desencorajar os humanos de obedecer a Deus. Assim, a humanidade é advertida para lutar contra as perversidades de Shaitan e as tentações que ele coloca nelas. Uma crença compartilhada entre o Islamismo e o Cristianismo é que a existência universal do mal na vida pessoal é experimentada geralmente por ação de demônios.

### Neo-satanismo
No satanismo moderno (ver Satanismo LaVey), Satanás (não existe Diabo) não é visto como uma entidade viva, e sim como um símbolo de vitalidade, poder, virilidade, sexualidade e sensualidade. Satanás é visto como uma força da natureza e dos desejos íntimos carnais do ser humano. E diferente do Satanismo Teísta, o Satanismo LaVey não prega nenhum mal.
No satanismo Teísta existe de fato um culto ao Diabo. A palavra Satã significa opositor (opositor ao Deus cristão, no caso do cristianismo). Os adeptos dessa filosofia acreditam ser Deus o causador de toda tristeza existente no mundo. Logo, o satanismo prega o culto ao mal para contrariar o "bom juiz".[carece de fontes?]

## Figuras semelhantes em outras religiões

### Wicca
Na religião européia Wicca, o conceito de demônios é desprezado. Simplesmente, porque a energia criativa não é positiva nem negativa, sendo a magia energia neutra usada para o bem ou mal por culpa do homem. Portanto, a consequência dessa ação é de nossa inteira responsabilidade, e não de um ser maligno.
O deus cornífero Cernuto da Wicca foi confundido com o Diabo cristão e com o Sátiro, por ter chifres (na antiguidade os cornos eram fálicos, remetiam à virilidade [fertilidade], logo eram símbolos das religiões antigas europeias). Ele já era cultuado por druídas e religiões pagãs antes da chegada do cristianismo à Europa.

### Budismo
No Budismo existe a figura de Mara. Para o Budismo, Mara é o oposto de Buda, ou seja, uma vez que Buda representa a iluminação, Mara é a ilusão. Isto é personificado como o demônio Mara que teria tentado impedir Sidarta Gautama de alcançar a iluminação e também por este viver no interior de cada pessoa tentando mantê-la adormecida na ilusão Maya do mundo. Ele é o demônio que tentou Sidarta Gautama, o Buda, tentando seduzi-lo com a visão de mulheres lindas que, em várias lendas, muitas vezes são ditas sendo as filhas de Mara. Na cosmologia budista, Mara personifica impulsos insalubres, despreocupação, a "morte" da vida espiritual.

### Zoroastrismo
No zoroastrismo, a entidade Angro Mainyu (Ahrimãn em persa), inimigo de Ahura Mazda (Aúra-Masda), é um possível precursor das ideias que dariam forma ao diabo cristão.
O zoroastrismo foi o primeiro monoteísmo ortodoxo amplamente conhecido, pois foi a primeira grande doutrina monoteísta a ser adotada oficialmente por um grande império: o Império Persa. Os Zoroastristas acreditavam que não existia deus se não Aúra-Masda. Quando o Império Persa dominou a atual região de Israel, o judaísmo acabou sendo fortemente influenciado pelo zoroastrismo. As concepções judaicas de Satanás foram impactadas por Angra Mainyu, o espírito destrutivo do mal, da escuridão e da ignorância zoroastrista.
A ideia de Satanás como adversário de Deus e uma figura puramente maligna parece ter raízes em livros apócrifos judaicos (como o Livro de Enoque) durante Período do Segundo Templo, época em que Israel estava sob domínio persa. Indiferentemente da origem, exatamente da mesma forma que o satã cristão, Angro Mainyu representa o lado negro da alma de todos os homens, o ego que os guia a prazeres fúteis e os afasta de tudo o que é bom.